# Konferencja episkopatu
Konferencja episkopatu (potocznie episkopat) – w Kościele łacińskim instytucja zrzeszająca biskupów danego terytorium, najczęściej kraju, mająca na celu koordynację prac biskupów i współpracę w rozwiązywaniu wspólnych problemów. Konferencja episkopatu nie ma funkcji nadrzędnej nad jakimkolwiek biskupem. Wspólne posiedzenie biskupów konferencji episkopatu nazywa się sesją zebrania plenarnego. W katolickich Kościołach wschodnich istnienie podobnej instytucji (tzw. Zgromadzenie hierarchów) jest obowiązkowe i regulowane wewnętrznym prawem poszczególnych Kościołów sui iuris. 
Konferencję episkopatu papież powołuje na terenie danego kraju, chyba że okoliczności wymagają tego by powołana była w innych granicach (część kraju lub kilka krajów).
Każda konferencja episkopatu określa swój statut, który po zatwierdzeniu przez Stolicę Apostolską określa działanie episkopatu, jego składu, rady stałej, sekretariatu oraz organizacji zebrań plenarnych, które powinny odbywać się przynajmniej raz w roku.
Do konferencji episkopatu należą ordynariusze diecezji i jedynie im przysługuje prawo głosu na zebraniach plenarnych oraz ich biskupi pomocniczy. Na podstawie postanowień własnych statutów do konferencji episkopatu należeć mogą także biskupi innych rytów, legaci papiescy (w tym nuncjusz) oraz inni biskupi działający na terytorium episkopatu.
Konferencja episkopatu ma prawo wydawania wiążących dekretów i decyzji wyłącznie na szczególne polecenie Stolicy Apostolskiej. Dekrety są ważne gdy uzyskają poparcie 2/3 głosów decydujących (bez głosów doradczych) oraz zostaną zaakceptowane przez Stolicę Apostolską.
Do stałych organów Konferencji Episkopatu należą:
- przewodniczący i jego zastępcy (wybierani kadencyjnie na podstawie wewnętrznego statutu),
- rada stała – zajmująca się przygotowywaniem zebrań plenarnych,
- sekretariat generalny – przygotowuje dokumentację zebrań plenarnych, informuje o postanowieniach zebrań członków Episkopatu, sąsiednie Konferencje oraz Stolicę Apostolską.

Konferencja episkopatu może powoływać rady stałe do rozwiązywania szczególnych problemów.
Przewodniczący ani również Konferencja nie mają prawa do reprezentowania poszczególnych biskupów, chyba że strony wzajemnie ustalą co innego.
Działalność konferencji episkopatu regulują kanony 447–459 Kodeksu Prawa Kanonicznego.